# 宗政美三
宗政 美三（むねまさ よしぞう、1920年（大正9年）4月1日 -　2006年（平成18年）5月25日）は、日本の弁護士。広島県高田郡（現安芸高田市）出身。中央大学法学部卒業。

## 来歴
1943年（昭和18年）、高文司法科合格。1944年（昭和19年）、近衛師団司令部、東部軍管区司令部、中国軍管区司令部の各法務部において軍務及び残務整理に従事する。
1947年（昭和22年）に弁護士登録、後に日本弁護士連合会副会長、中国地方弁護士連合会会長、広島県弁護士会会長を務めた。
また、日本調停協会連合会副会長を始め、法務省委嘱人権擁護委員、中国船員地方労働委員、広島地方裁判所調停委員、広島家庭裁判所調停委員、広島県選挙管理委員、広島市教育委員等の各委員や、広島連合会会長、広島女子商学園理事、広島山陽学園理事長等を歴任した。
1964年（昭和39年）に就任した広島市法律顧問では、34年余の永きにわたり東部復興区画整理事件等多くの事件の訴訟代理人として広島市を勝訴に導くとともに、法律相談等により広島市行政の推進に多大な貢献をした功績が認められ、1998年（平成10年）に表彰を受けた。
同年には、法曹界での50年余という長い間の功績に対しても、日本弁護士連合会から表彰を受けた。

## 栄典
- 1975年（昭和50年）藍綬褒章
- 1983年（昭和58年）藍綬褒章
- 1990年（平成2年）勲三等旭日中綬章